# Festuca circummediterranea
Festuca circummediterranea là một loài thực vật có hoa trong họ Hòa thảo. Loài này được Patzke mô tả khoa học đầu tiên năm 1973.